# 号泣 (お笑いコンビ)
号泣（ごうきゅう）は、ホリプロコム所属のお笑いコンビ。1996年1月結成。2008年6月に一度解散するも、2020年7月23日に再結成。

## メンバー
- 赤岡 典明（あかおか のりあき、1977年7月22日（47歳）[1] -）
ボケ・ネタ作り担当。
長野県塩尻市出身（千曲市育ち）、長野県屋代高等学校卒業。血液型O型[1]。
一度コンビを解散後は、構成・脚本家として活動していた。
- 島田 秀平（しまだ しゅうへい、1977年12月5日（47歳） -）
ツッコミ担当。
長野県長野市出身、佐久長聖高等学校・慶應義塾大学文学部通信教育課程卒業。血液型O型。
怪談話をする機会が多く、さらには手相にも精通し『菅野鈴子（原宿の母）』に弟子入り。「代々木の甥」を襲名している。
一度コンビを解散後は、ピン芸人として活動していた。

## 来歴
4歳の時、公文式教室で出会う。長野市立通明小学校、長野市立篠ノ井東中学校の同級生。2人して長野県屋代高等学校を受験するも、島田だけ不合格となった。その後は別々の高校に通っていたが、赤岡の誘いで屋代高校の文化祭においてコンビ「ダンククラッチ」として漫才を披露し優勝を果たす。
1996年1月、コンビを正式に組み3月からデビュー。コンビ名は略されたくないという意図と、テレビ欄によく載っている言葉を選んで売れているような感じを与えようと名付けた。また赤岡がドッキリを仕掛けようと、島田の椅子に画鋲を仕掛けたところそれに座ってしまった島田があまりの痛さに「号泣」したというエピソードがあり、それがコンビ名の由来に一役買っているとの説もあった。赤岡曰く「検索しづらいので、今だったら絶対に号泣というコンビ名にはしない」。事務所の先輩である和田アキ子から「幼馴染で仲が良いから」という理由で「ベストフレンズ」というコンビ名を提案されていた。
デビュー当初はホリプロ所属。2003年1月、旧M2カンパニーを前身とする子会社・ホリプロコムの発足により同社に移籍。
1998年、『進ぬ!電波少年』の人気コーナー「電波少年的懸賞生活」の企画オーディション（内容はくじ引き）にも参加していた。
2人は浅草の狭いアパートで共同生活をしていた。仕事がろくに来ないなど不遇の時代は長らく続き公共料金も払えず電気やガス、水道といったライフラインはすべて止められていたほどアルバイトでどうにか食い繋いでいる状況でもあった。
『爆笑オンエアバトル』では番組内で最多出演記録を持っている。しかしチャンピオン大会には第1回から第3回まで3年連続で出場しているものの、いずれも大苦戦し通常回以上に成績が悪い傾向にあった（後述）。「ホリプロお笑いライブ芸腕グランプリ2」ではアリtoキリギリス・坂道コロコロ（当時）らを抑え優勝、「芸腕グランプリ2001」でも敗者復活からの優勝を果たした。
M-1グランプリには第1回の2001年から、当時のルールであった結成10年目のラストイヤーとなる2006年まで挑戦。2001年、2003年、2005年では準決勝まで進出した。
2008年6月2日を以て解散。解散理由について島田は「M-1グランプリの決勝に進出できなかったこと」を挙げている。両者とも30歳になる頃にはコンビが結成して10年となりM-1グランプリへ出られなくなることからそれを区切りと考えており、赤岡が島田に「他の仕事がしたい」と持ちかけて解散が決まった。それについて島田は、赤岡から「そろそろ言われるな」と思っており「幼馴染だからよくわかる」などと語っている。解散後の島田はピンとして活動を続け、赤岡は構成・脚本家へ転身していた。
解散して以降2人は一切会っていなかったが、2020年7月23日に倉本美津留のYouTube生配信にて12年振りに漫才を披露。その際にM-1へのエントリーを表明し、正式な再結成が決定した。M-1グランプリは2015年以降エントリー要件を結成15年に延長しており、また「プロとしての活動休止期間は結成年数から除く」規定も存在するためエントリーが可能となった。過去に準決勝まで進出していたためシード権を獲得している。

## 芸風
初期は漫才が中心で、後に言葉遊びネタ（回文など）が主流になった。そのためか「お笑い界の国語辞典」の異名を取る。たまに音響を使ったコントも演じる。

## 賞レース
- 2001年 M-1グランプリ 準決勝進出
- 2002年 M-1グランプリ 3回戦進出
- 2003年 M-1グランプリ 準決勝進出
- 2004年 M-1グランプリ 3回戦進出
- 2005年 M-1グランプリ 準決勝進出
- 2006年 M-1グランプリ 3回戦進出
- 2020年 M-1グランプリ 準々決勝進出[7]
- 2021年 M-1グランプリ 2回戦進出[7]

## 出演

### テレビ
レギュラー
- 続!ボキャブラ天国（フジテレビ、 - 1999年3月）2003年1月の特番にも出演
- クリック!（日本テレビ、- 2005年9月）
- 情報発信塾 アイドル☆レボリューション（tvk、2005年11月 - 2006年1月）

レギュラー以外
- 爆笑オンエアバトル（NHK総合）戦績20勝12敗 最高507KB ゴールドバトラー認定
  - 第1回チャンピオン大会 予選10位敗退
  - 第2回チャンピオン大会 本選10位
  - 第3回チャンピオン大会 決勝11位
  - 出場回数32回は番組最多記録。漫才で30回、コントで2回挑戦したがコントでのオンエアは通常回で一度もなく、全てのオンエアが漫才であった[8]。
  - 300KB台を記録する機会が頻繁にあり、7回の300台オンエアを経験している[9]。その影響と後述の連敗も重なった事から敗戦数が12回と多く[10]、うち7回を次点で敗退している[11]。
  - 1999年度から2001年度までは通常回において13勝2敗と好成績を残していたが、2002年2月2日放送回から2003年1月11日放送回までは一転して不調に陥り5連敗を記録[12]してしまい、約1年半オンエアから遠ざかっていた。2003年5月30日放送回にてようやくリベンジ（381KB・4位）を果たしたものの、以降は連勝と連敗を繰り返すなど苦戦を強いられた。2002年2月2日放送回から最後の出場となった2006年1月21日放送回までの通算成績は7勝10敗と、負け数が勝ち数を上回っている[13]。
  - 上述にもあるようにチャンピオン大会ではかなり苦戦させられ、通常回においては一度も経験していなかった「100KB台」と「最下位」をいずれも経験している（特に100KB台に関しては出場した全ての回で記録、最下位も第2回を除いた全ての回で記録している。ちなみに第2回においても本戦では11組中10位であり、順位をあと1つ落としていれば最下位であった。なお、その時最下位だったドランクドラゴンが149KBを記録したのに対し、号泣は153KBを記録してボール1個差であった）[13]。
  - 審査員が200人制（満点も1090KBに変更）へとルールが改正された第4回チャンピオン大会以降は、出場への最低条件（年間4勝）はクリアするもののKB数が足りなかったために出場を逃してしまったり[14]、年間3勝目を挙げた後に2連敗を記録するなどあと一歩のところで出場を逃すことが多く最終的には一度も出場できなかった。なお、25回以上出場している芸人の中で第4回以降のチャンピオン大会に出場経験がないのは号泣・シャカ・坂道コロンブスの3組のみ[15]となる。
  - 番組では2代目司会者である森下和哉アナウンサーとの関係が深い。初共演となる2000年7月16日放送回の収録では赤岡が森下アナに「番組最後の『あなたたちです』を僕にやらせて欲しい」とお願いしたのが始まりで、同年10月1日放送回では「オーバー500で1位を取ったら森下アナの『あなたたちです』を赤岡が行う」という公約を掲げたが、結果は437KBで3位だった。この時の森下アナは嬉しそうな表情で結果を発表していた。続く2001年1月28日放送回でもその公約に挑戦したが473KBで3位に終わり、更に達成できなかった場合は「次回の東京収録で前説を行う」という公約で、その東京収録で前説を行なった。この様子は同年3月4日放送の番外編でオンエアされた。
  - 同年7月28日放送回の勝者コメントでは森下アナを「結婚しているのに番組では薬指に指輪を付けていない」とイジり、森下アナは「帰って妻と相談します」と皮肉混じりにコメントした。また同年10月13日放送回の計量前のシーンでは、島田が森下アナの左手の薬指を確認していた。ちなみに森下アナ卒業後に彼らは番組でオーバー500とトップ通過を果たしているが、同じ回ではない[16]。
- エンタの神様（日本テレビ）キャッチコピーは「ホリプロいちおし笑いのホープ」
- クイズ赤恥青恥（テレビ東京）テレビ初出演、デビュー間もない頃にクイズの解答者として一度のみ登場
- 新春かくし芸大会（フジテレビ、2000年）芸人仲間と「ザ・ヒットスラップオーケストラ」に挑戦
- 27時間テレビ（フジテレビ、2001年・2002年）「真夏の夜の爆笑ヒットパレード」に出演
- HR（フジテレビ、2002年10月 - 2003年3月）前説担当だが時々脇役で出演
- 第54回NHK紅白歌合戦（NHK総合、2003年）はなわ&テツandトモの応援に芸人仲間と登場
- シブスタ S.B.S.T（テレビ東京、2004年）
- お台場お笑い道（フジテレビ721、2005年5月29日 - 複数回出演）
- M-1グランプリ敗者復活戦（スカイ・A sports+、2005年）
- 最強お笑い芸人決定戦 時間無制限100本勝負 エンドレスサマー!!（日本テレビ、2005年7月23日）
- 24時間テレビ 「愛は地球を救う」（日本テレビ、2005年・2007年）
- 本気で芸能人勉強会 地球温暖化防止スペシャル!（東京MX、2005年9月17日）
- みつめて!信州生テレビ（長野朝日放送、2005年 - 2007年）
- お笑いチャンピオンボウリング2ジャパンカップ2005（フジテレビ、2005年10月14日）
- DAI★安BSフジNAVI（BSフジ、2005年10月24日）
- お笑い登龍門 ガッハ（フジテレビ721、第6回）
- お笑い日本シリーズ爆連発スペシャル（RKB毎日放送、2005年12月30日）
- 細木数子が緊急大予言・アナタの将来を幸せにするSP（テレビ朝日、2006年1月1日）
- イエヤス（CBCテレビ、2006年1月4日）
- 北野タレント名鑑（フジテレビ、2006年2月9日）
- ザ・駅前テレビ（長野朝日放送、2006年4月1日 - 複数回出演）
- ド短期ツメコミ教育!豪腕!コーチング!!（テレビ東京、2006年4月10日）
- 笑いがいちばん（NHK総合、2006年7月23日）
- abnステーション（長野朝日放送、2006年8月4日）
- ワンダフル信州人!!（信越放送、2006年12月24日）
- 346Bar（信越放送、2007年5月31日・6月7日）
- 芸能人ドッキリ!（秘）性格改善クリニック（フジテレビ、2007年10月16日）
- 笑いの金メダル（テレビ朝日）
- スッキリ（日本テレビ、2021年2月9日）
- そろそろ にちようチャップリン（テレビ東京、2021年9月5日）テレビ東京に約17年ぶりのコンビ出演[17]

### ラジオ
レギュラー
- ラジオDEアミーゴ（信越放送、2006年10月 - 2008年6月）
- わくわくわいど! アッパレ大通り（信越放送、2007年4月 - 2008年6月）
- ストリーム（TBSラジオ、2003年 - 2004年）「UCCスマイルデリバリー」に出演
- 男汁（信越放送）

レギュラー以外
- 丁半コロコロの一発かましたれ!!（東北放送、複数回出演）
- お笑い!ネタとこ勝負（ラジオ日本・ラジオ大阪、2005年11月5日 - 複数回出演）
- お笑いネクストブレーカー（ニッポン放送、2005年12月11日）
- わいわいワイド ラジオの王様（信越放送、2005年12月17日）
- RADICAL LEAGUE（エフエム富士、2005年12月28日 - 複数回出演）
- 懸SHOWタイム（ラジオ日本、2006年6月9日）
- 笑ってE-じゃん!（ラジオ日本、2006年7月11日 - 複数回出演）
- Applause!〜週末の主役達へ〜（JFN、2008年1月11日）

### インターネット
- 芸人川柳グランプリ（GyaO、2007年2月15日）赤岡のみ

### 映画
- ノロイ（ザナドゥー、2005年8月20日）作品内で流れる架空のテレビ番組中に出演

## DVD
- 声に出してボケたい日本語（ホリプロ、2005年10月19日）